# سیارک ۴۷۷۷
سیارک ۴۷۷۷ (به انگلیسی: 4777 Aksenov، نامگذاری:1976SM2) چهار هزار و هفتصد و هفتاد و هفتمین سیارک کشف شده‌است که در ۲۴ سپتامبر ۱۹۷۶ کشف شد.
قدر مطلق سیارک برابر ۱۴٫۲۰ است.